# Les Vinyes (Malla)
Les Vinyes és una masia de Malla (Osona) inclosa a l'Inventari del Patrimoni Arquitectònic de Catalunya.

## Descripció
Edifici civil. Masia de planta quadrada coberta a quatre vessants. Consta de planta baixa i dos pisos. El ràfec de la teulada és decorat amb rajoles de colors. La façana es troba orientada a migdia, on hi ha unes balconades a nivell del primer i segon pis, el primer més alt que l'altre. El portal d'entrada és decorat amb vidres de colors, i al davant es forma un ampli jardí. A llevant hi ha un cos de galeries de tres plantes, com la casa, que presenta també vidres de colors i unes balustrades que fan de barana. L'estat de conservació és regular. Està construïda amb pedra, totxo i arrebossada a sobre. També hi ha algunes decoracions d'estuc. Allevant hi ha un altre portal d'accés a la casa.

## Història
Antiga masia que trobem registrada al fogatge de 1553 de la parròquia i terme de Sant Vicenç de Malla, era habitada per ANTONI TERRES.
Aquest mas fou ampliat i reformat a principis de segle xx, donant un caire unitari a l'edificació i construint-hi les galeries. No es pot oblidar, però, la possibilitat que fos construït de bell nou, adoptant el nom del mas que es troba a pocs metres de la casa, de vella construcció i que avui roman abandonat. Es coneix també per les Vinyes.
El mas i el seu terme foren propietat del baró de la Blava, però actualment és habitat pels Pla.